# Melocactus estevesii
Melocactus estevesii ist eine Pflanzenart aus der Gattung Melocactus in der Familie der Kakteengewächse (Cactaceae). Das Artepitheton estevesii ehrt den brasilianischen Kakteenliebhaber und Pflanzensammler Eddie Esteves Pereira.

## Beschreibung
Melocactus estevesii wächst mit grünen zylindrischen Trieben, die bei Durchmessern von 10 bis 17 Zentimetern Wuchshöhen von bis zu 22 Zentimeter erreichen. Es sind zwölf bis 16 ziemlich hohe und schmale Rippen vorhanden, deren Kanten gerundet sind. Die drehrunden, in der Regel gebogenen, anfangs trübroten Dornen werden später schwarz. Der meist einzelne Mitteldorn, manchmal sind bis zu vier vorhanden, ist 4 bis 6 Zentimeter lang. Von den acht bis neun, bis zu 86 Zentimeter langen Randdornen ist der unterste am längsten. Das aus rötlichen Borsten und weißer Wolle bestehende Cephalium wird bis zu 13 Zentimeter hoch und erreicht einen Durchmesser von 6 Zentimeter.
Die rosafarbenen Blüten sind bis zu 3,7 Zentimeter lang und weisen Durchmesser von 1,5 bis 1,8 Zentimeter auf. Sie öffnen sich am Nachmittag und ragen bis zu 1,2 Zentimeter aus dem Cephalium heraus. Die verlängert keulenförmigen roten Früchte sind 3 bis 4 Zentimeter lang. In der unteren Hälfte der Früchte sind keine Samen vorhanden.

## Verbreitung, Systematik und Gefährdung
Melocactus estevesii ist im brasilianischen Bundesstaat Roraima verbreitet.
Die Erstbeschreibung durch Pierre Josef Braun wurde 1989 veröffentlicht.
In der Roten Liste gefährdeter Arten der IUCN wird die Art als „Data Deficient (DD)“, d. h. mit keinen ausreichenden Daten geführt.

## Nachweise